# Pandemia de COVID-19 en Egipto
El primer caso de la pandemia de COVID-19 en Egipto se registró el 14 de febrero de 2020. Durante los primeros días de marzo, se confirmó el contagio de 45 personas que habían estado en un crucero que hace el trayecto entre la presa de Asuán y Luxor, en el Nilo.
Al 22 de agosto, en Egipto se habían confirmado 97 148 contagios, 5231 fallecidos y 64 318 recuperados desde el inicio de la pandemia. Días después, el 1 de junio, el número de muertes era de 1005, con una tasa de letalidad (porcentaje de fallecimientos en relación con el número de casos confirmados) del 3.81%.
La economía del país depende fuertemente de la industria del turismo, además de los ingresos provenientes de la actividad del Canal de Suez y de las remesas de emigrantes en el extranjero y la cooperación exterior. Esta situación puede haber influido en el hecho de que las autoridades egipcias, encabezadas por el presidente Abdelfatah El-Sisi, hayan demorado la implementación de medidas firmes restrictivas tales como confinamiento, suspensión de actividades y cancelación de eventos.
El 25 de marzo el gobierno de Egipto impuso el toque de queda nocturno, que luego fue prorrogado hasta el 23 de abril, al igual que otras medidas restrictivas como la suspensión de los vuelos y el cierre de escuelas y universidades. El complejo de las pirámides de Guiza fue cerrado al público y se inició su limpieza y desinfección.
Las autoridades anunciaron la cancelación de todas las actividades religiosas durante el mes de Ramadán, que se iniciaría en 23 de abril, y el cierre de todas las mezquitas en tanto hubiera casos de contagio confirmados. Las tradicionales reuniones culinarias conocidas como iftar fueron prohibidas.
La tasa de letalidad es del 5,18%.
Hasta el 6 de junio de 2022, se contabiliza la cifra de 515,645 casos confirmados 24,613 fallecidos y 442,182 pacientes recuperados del virus.

## Antecedentes

### Febrero
El 14 de febrero de 2020 el Ministerio de Salud de Egipto reportó el primer caso en el país en el Aeropuerto Internacional de El Cairo en un ciudadano chino. Las autoridades egipcias notificaron a la Organización Mundial de la Salud (OMS) y el paciente fue tratado en el hospital. Las personas que estuvieron en contacto con el infectado dieron negativo en el test y fueron puestas en aislamiento.
A fines de febrero y principios de marzo, se notificaron múltiples casos importados, incluidos 2 casos en los Estados Unidos, 2 casos en Túnez, 2 casos en Francia, 1 caso en Canadá, y 1 caso en Taiwán.
El 28 de febrero, el gabinete egipcio negó oficialmente los rumores de encubrir casos de COVID-19.

### Marzo
El 1 de marzo, Catar prohibió todas las llegadas desde Egipto, a excepción de los residentes, como medida de seguridad para evitar la propagación. El mismo día, Egipto anunció la detección de un segundo caso de COVID-19. El 2 de marzo, Kuwait prohibió todas las llegadas desde Egipto y Siria.
Egipto Watch estimó que Egipto tenía 20 casos confirmados por laboratorio de SARS-CoV-2, según informó por Middle East Monitor el 2 de marzo. Se alegó que las personas con casos confirmados estaban recluidas en hospitales militares, inaccesibles para el Ministerio de Salud de Egipto y estadísticas oficiales de salud informadas a la OMS. Los casos confirmados presuntamente ausentes de las estadísticas oficiales incluyen una familia en el Hospital Militar de Tanta y 4 personas en el Hospital Kasr El AIni.

## Cronología

### Marzo
8 de marzo: se confirmó la primera muerte por COVID-19 en un turista alemán de 60 años en Hurgada.
9 de marzo: la Organización Mundial de la Salud comunicó que había 56 casos confirmados en Egipto. El mismo día, el ministro de Turismo de Egipto confirmó 3 casos adicionales de tres personas que trabajan en un hotel.
13 de marzo: el Ministerio de Salud anunció 13 casos nuevos, lo que elevó el total de casos a 93. El mismo día, un segundo tunecino que regresó de Egipto dio positivo por el virus y Túnez oficialmente agregó a Egipto a una lista de áreas de brotes al cerrar sus fronteras e imponer una cuarentena a cualquier persona que venga del país.
18 de marzo: la policía detuvo a cuatro activistas después de protestar frente a la sede del gabinete pidiendo la liberación de prisioneros para protegerlos de la propagación del virus.
19 de marzo: el Ministerio de Salud de Egipto anunció una nueva muerte y 46 nuevos casos de coronavirus, elevando el número total de infectados a 256 casos, incluidas 7 muertes y 28 recuperaciones. El gobierno egipcio también tomó la decisión de cerrar todos los restaurantes, cafeterías, clubes nocturnos y lugares públicos de todo el país desde las siete de la tarde hasta las seis de la mañana, desde el 19 al 31 de marzo de 2020. La decisión excluyó lugares como supermercados, farmacias y servicios a domicilio.
20 de marzo: el Ministerio de Salud de Egipto anunció la muerte de un ciudadano egipcio de 60 años que regresó de Italia, y confirmó 29 nuevos casos nuevos, incluido un caso de un extranjero, lo que llevó el total de infectados a 285, incluidas 39 recuperaciones y 8 muertes.
21 de marzo: se tomó la decisión de suspender las actividades religiosas en todas las mezquitas de Egipto por un período de dos semanas para limitar el brote del virus, debido a la necesidad del interés legítimo y nacional. La Iglesia Ortodoxa Copta también anunció el cierre de todas las iglesias y la suspensión de los servicios rituales, misas y actividades para preservar la salud de los egipcios.
22 de marzo: el Ministerio de Salud y Población anunció el aumento en el número de casos a 74, y el asesor del Ministro de Salud y Población para Asuntos de Medios y el funcionario El portavoz del ministerio reveló que 15 de estos casos habían sido abandonados en un Hospital de Aislamiento, incluidos 7 extranjeros y 8 egipcios, después de recibir la atención médica necesaria bajo la supervisión de la Organización Mundial de la Salud. Por lo tanto, el número de recuperados se convirtió en 56 de 74 casos. También anunció que hubo casos en 24 de las 27 provincias egipcias. El número total de casos en Egipto aumentó a 327 casos, incluidos 56 recuperaciones y 14 muertes.
31 de marzo: a finales de mes, el número de casos confirmados era de 710. De ellos, 46 habían muerto y 157 se habían recuperado, mientras que 507, según los informes, seguían siendo casos activos.

### Abril
4 de abril: los casos superan los 1000. 
A finales de abril, el número de casos confirmados aumentó de 4827 a 5537. El número de muertes confirmadas había aumentado a 392 y el número de recuperados a 1381, dejando 3764 casos activos al final del mes. 

### Mayo
En mayo hubo 19 448 casos nuevos, lo que elevó el número total de casos confirmados a 24 985. El número de muertes confirmadas se duplicó alcanzando las 959. El número de pacientes recuperados aumentó a 6037, dejando 17 989 casos activos al final del mes. 

### Junio
En junio hubo 43 326 casos nuevos, lo que elevó el número total de casos confirmados a 68 311. El número de muertes confirmadas se triplicó alcanzando las 2953. El número de pacientes recuperados aumentó a 18 460, dejando 46 898 casos activos al final del mes. 

### Julio
En julio se confirmaron 25 767 casos nuevos, con lo que el número total de casos ascendió a 94 078. El número de muertes aumentó a 4805 y el número de recuperados a 39 638, dejando 49635 casos activos al final del mes (6% más que en finales de junio).

Número de casos (azul) y número de fallecidos (rojo) en una escala logarítmica.